# Адиге-Хабль
Адиге-Хабль (карач.-балк. Адыге-Хабль, кабард. Адыгэ-Хьэблэ
, абаз. Адыгьа-ХӀабльа) — аул, адміністративний центр Адиге-Хабльського району Карачаєво-Черкесії.

## Географія
Аул розташований на правому березі річки Малий Зеленчук за 20 км на північний захід від Черкеська та за 6 км південніше залізничної станції Еркен-Шахар.

## Історія
Цей аул був заснований в 1926 році переселенцями з Хабеза і Хабезького району. У 1936 році Адиге-Хабль став центром Ікон-Халкського району, а в 1957 році — центром Адиге-Хабльського району.

## Населення
Населення — 3936 осіб.
Національний склад
На 2002 рік:
- Черкеси — 1803 чол. (49,4 %),
- Ногайці — 664 чол. (18,2 %),
- Росіяни — 454 чол. (12,4 %),
- Абазини — 327 чол. (9 %),
- Карачаївці — 74 чол. (2 %),
- Інші національності — 328 чол. (9 %).

## Економіка
- Сироробний завод та інші підприємства харчової промисловості
- Фермерське господарство «Сатурн»